# Kentico
Kentico (ケンティコ) は、チェコのブルノを拠点としてアメリカ、イギリス、オランダ、オーストラリアに展開するコンテンツ管理システム(CMS)を提供する企業。
2007年に Microsoft Gold  Partner として認定された。

## 沿革

### 2004年 - Kenticoの設立
Petr Palasによって小さなアパートの一室で設立される。

### 2008年 - チェコ共和国のDeloitte Fast 50 Rising Starに選出
3年未満で5歳以上ではない新進気鋭の企業を表彰するDeloitte Fast 50 Rising Starに選出された。3年間で553％の成長を遂げたKenticoは、中央ヨーロッパで急成長している若手テクノロジー企業として5位を獲得した。
米国市場での事業拡大に伴い、ニューハンプシャー州に初の海外オフィスを開設した。

### 2009年 - 「Trees for Bugs」の取り組みを開始
製品のバグが報告されるたびに木を植える「Trees for Bugs」の取り組みを開始した。2009年11月に開始して以来、2020年現在3,000本以上の木を植えている。

### 2010年 - Deloitte Fast 50を受賞
5年間で1,781%の成長を遂げ、チェコ共和国で最も急成長しているテクノロジー企業として、Deloitte Technology Fast 50では中央ヨーロッパで4位を獲得した。
Kenticoとパートナー企業のコミュニティカンファレンス「Kentico Connection」の第一回目が開催された。以後、1年毎に開催されている。

### 2011年 - イギリスにオフィスを開設
イギリスとアイルランドのクライアントとパートナーに対応するため、イギリスにオフィスを開設した。

### 2012年 - オーストラリアに開設
アジア太平洋地域の事業をカバーするため、シドニーにオフィスを開設した。

### 2014年 - マーケティング機能が強化されたKentico 8をリリース
「Kentico 8」において統合的なマーケティング活動に必要な機能が追加された。
Gartner Magic Quadrant のWebコンテンツ管理部門で注目すべきベンダーに選出された。

### 2015年 - ベネルクスにオフィスを開設
アムステルダムに新しいオフィスを開設した。

### 2016年 - Kentico Cloudを提供開始
クラウドファーストのプラットフォームとして「Kentico Cloud」の提供を開始した。
Gartner Magic Quadrant のWebコンテンツ管理部門でチャレンジャーに選出された。

### 2017年 - シンガポールにオフィスを開設
東南アジアへの進出に伴い、シンガポールに新オフィスを開設した。

### 2018年 - ブルノのオフィスを拡張
ブルノの本社を約2倍に拡張した。
Gartner Magic Quadrant において2つの賞に選ばれた。デジタル・エクスペリエンス・プラットフォーム : ニッチ・プレイヤー、Webコンテンツ管理部門 : チャレンジャー。
Forrester WaveTM: Web Content Management 2018年第4四半期において、Strong Performerに選出された。

### 2019年 - Kentico CloudをKentico Kontentに改称
「Kentico Cloud」を「Kentico Kontent」へとリブランドした。

### 2020年 - Kentico EMSをKentico Xperienceに改称
主要製品である「Kentico EMS」を、「Kentico Xperience」へとリブランドした。

## Kentico Xperience
Kentico Xperienceは、Webサイト、オンラインストア、イントラネット、およびWeb 2.0コミュニティサイトを構築するためのWebコンテンツ管理システム（WCMS）。ASP.NETとMicrosoft SQL Serverを使用する。Microsoft Windows Azureプラットホームとも互換性がある。

### 機能
Kentico CMSの機能は、コンテンツ管理、Eコマース、ソーシャルネットワーキング、イントラネット、オンラインマーケティングの5つの主要分野をカバーしている。

## Kentico Kontent
Kentico KontentはSaaS型のHeadless-CMSとして提供されるコンテンツ管理システムである。クラウドサービスとして提供されるため、コンテンツ管理システムのためにユーザー側でサーバーなどのインフラを準備する必要がない。また、Headless-CMSとして提供されるため、様々なプログラム言語やツールに対しAPIを通じてコンテンツを管理することが可能である。当初Kentico Cloudというサービス名であったが、2019年8月にKontentへ名称を変更した。